# 999 Games
999 Games ist ein niederländischer Spieleverlag mit Sitz in Almere.
999 Games wurde 1990 von Michael Bruinsma als Versandhandel mit 5000 Niederländischen Gulden gegründet. Mit diesem Startkapital kaufte er Importspiele und verkaufte diese telefonisch und über verschiedene Spieleveranstaltungen in den Niederlanden, Belgien, Deutschland und Dänemark. 1991 veranstaltete er in Eindhoven eine eigene Spielebörse, Spellenspektakel, aus dem sich über die Jahre die größte Spielemesse der Benelux-Länder entwickelte. Ab 1993 vertrieb 999 Games Magic: The Gathering in den Niederlanden und 999 Games wurde zum Großhändler. Mit Serinissima und Formula Dé wurden die ersten Spiele unter dem eigenen Label vermarktet. 1998 beschäftigte 999 Games sechs Personen. Als Elfenland 1998 und Die Siedler von Catan 1999 Speelgoed van het Jaar wurden, wurde 999 Games auch international bekannt. 2001 brachte der Verlag sein erstes Kinderspiel heraus und Michael Bruinsma gründete den Spieleverlag Phalanx Games für anspruchsvollere Spiele. Spellenspektakel wurde 2003 eine eigenständige Gesellschaft und 2007 verkauft. Heute arbeiten 30 Personen bei 999 Games und Phalanx Games.

## Auszeichnungen
- Speelgoed van het Jaar
  - 1998: Elfenland
  - 1999: De Kolonisten van Catan (Die Siedler von Catan)
  - 2005: Carcassonne – De Stad (Carcassonne – Die Stadt)
- Niederländischer Spielepreis
  - 2001: Machiavelli (Ohne Furcht und Adel)
  - 2009: Agricola
  - 2010: Hoogspanning (Funkenschlag)
  - 2011: Hanzesteden (Hansa Teutonica)
  - 2012: Lancaster
- Niederländischer Spielepreis – Expertenspiel
  - 2016: Marco Polo (Auf den Spuren von Marco Polo)